# Loiseaubryum nutans
Loiseaubryum es un género monotípico de musgos perteneciente  a la familia Funariaceae.  Su única especie, Loiseaubryum nutans, es originaria de África, donde se distribuye por Chad, Nigeria y Sudán.

## Taxonomía
Loiseaubryum nutans fue descrita por (Mitt.) Fife y publicado en Journal of the Hattori Botanical Laboratory 58: 192. 1985.
Sinonimia
- Funaria nutans (Mitt.) Broth.
- Loiseaubryum ephemeroides Bizot

Basónimo
- Entosthodon nutans Mitt.